# Pourtalesia heptneri
Pourtalesia heptneri ist ein irregulärer Seeigel aus der Familie Pourtalesiidae. Es ist ein benthischer Bewohner der Weichsedimente und ist in der indonesischen Bandasee in Meerestiefen zwischen 7130 und 7340 m gefunden worden. Keine andere Seeigel-Art ist bisher in derartiger Tiefe nachgewiesen worden.

## Merkmale
Wie alle Pourtalesiiden ist auch Pourtalesia heptneri sekundär bilateral-symmetrisch. Die Tiere scheinen eine ausgesprochen variable Merkmalskombination zu besitzen. Sie sind von langgestreckter, flaschenförmiger Gestalt und besitzen ein relativ dünnes Gehäuse. Das Gehäuse ist am Vorderrand gerade, die gegenüber der Mundseite gelegene Seite ist konvex. Das Verhältnis von Breite zu Länge ist 0,45. In Ethanol ist die Farbe braunviolett bis dunkelviolett.
Der Holotypus hat eine Gesamtlänge von 44 mm, 23 vollständige Exemplare der deutsch-russischen KuramBio Expedition von 2012 haben Längen von 6,5 bis 51 mm.

## Verbreitung
Ursprünglich war die Art aus dem Bandagraben und dem Palaugraben in Tiefen von 7000 bis 7335 m bekannt. Die KuramBio Expedition dehnt die Verbreitung auf den Nordwest Pazifik (Kurilen-Kamtschatka-Graben) und Tiefen bis 5215 m aus.

## Ökologie
Über die Lebensweise und die Ernährung der Tiefsee-Seeigel ist wenig bekannt. Die Tiere sind auf den Eintrag von marinem Schnee aus den oberen Wasserschichten angewiesen. Sie stellen also Depositfresser dar, die den Schlamm des Meeresbodens fressen und die darin enthaltenen Nährstoffe herausfiltrieren und verwerten.
Mironov stellte im Zuge seiner Beschreibung fest, dass an den Stacheln Linsenmuscheln angeheftet waren. Die sehr kleinen Muscheln wurden 2012 als Ptilomyax hadalis erstbeschrieben und leben als Kommensale mit Pourtalesia heptneri.